# 국가지원지방도 제99호선
국가지원지방도 제99호선(남조로)은 제주특별자치도 서귀포시 남원읍 남원읍사무소와 제주시 조천읍 분선동산 교차로를 잇는 제주특별자치도의 국가지원지방도이다. 종점인 남원읍의 '남'자와 기점인 조천읍의 '조'자를 이어붙여 남조로란 별칭이 붙여졌다.

## 역사
이 도로가 개설되기 전까지는 제주도의 남 ~ 북 지역을 연결하는 도로가 제1횡단도로와 제2횡단도로가 주로 이용되었다. 그러나 이 두 횡단도로는 도로 굴곡이 심하고 겨울과 같은 악천후 때는 통제되는 경우가 많아 제대로 이용하기 어려울 때가 많았다. 1980년대에 이 도로의 개설 필요성이 제기되고, 또한 남원읍 주민들이 중심으로 한 개설 민원이 이어지면서 1987년 도로 공사에 착수했다. 당시 남제주군 구간은 일부 구간에 기존 도로가 포장까지 되어 있어 새로 건설할 구간이 9.3km밖에 되지 않아 1989년에 완공되었지만 북제주군 구간은 15.457km에 달해 북제주군 구간은 1993년이 되어서야 완공되었다.
1995년 10월 5일에 이 도로가 지방도로 지정되었다. 이후 이 도로를 이용하는 차량 통행량이 증가하면서 2005년 1월 13일 확장 공사에 들어가 2006년 11월에 남원읍 구간이 확장되었으며, 다시 2006년 3월부터 2008년 말까지 확장 공사에 들어가 의귀리 구간이 확장되었다. 2004년 기준으로 이 도로 하루 통행량은 약 6,500대이다.
2021년 6월 22일 지방도 제1118호선 전 구간이 국가지원지방도 제99호선 서귀포 ~ 제주선으로 승격되었다.
- 1990년 8월 22일 : 도로명을 남조로로 지정[2]
- 1995년 10월 5일 : 남제주군 남원읍 남원리와 조천읍 조천리를 잇는 연장 32.2km의 지방도 제1118호 남원 ~ 조천선 신설[3]
- 2003년 4월 7일 : 지방도 노선 폐지 및 재지정[4]
- 2011년 6월 1일 : 서귀포시 남원읍 의귀리 2.06km 구간 4차로 확장 개통에 따라 노선 지정 변경.[5]
- 2014년 10월 10일 : 서귀포시 남원읍 의귀리 1.34km 구간 4차로 확장 개통 및 기존 1.43km 구간 폐지[6]
- 2021년 6월 22일: 국가지원지방도 제99호선으로 승격[7]

## 주요 경유지
- 서귀포시
  - 남원읍 남원읍사무소 - 남원 교차로 - 진은교 - 산하동 교차로 - 의귀 교차로 - 의귀사거리 - 의귀교 - 수망사거리 - 수망리 - 수망 교차로 - 더클래식골프앤리조트
  - 표선면 가시리

- 제주시
  - 조천읍 제주경주마목장 - 제동목장입구 교차로 - 교래리 - 제4교래교 - 교래사거리 - 에코랜드테마파크 - 제주돌문화공원 - 남조로 교차로 - 와흘리 - 대흘리 교차로 - 제주특별자치도수자원본부 - 대흘리 - 조천리 - 조천리 교차로 - 분선동산 교차로

## 노선
| 이름            | 접속 노선                        | 소재지   | 소재지 | 비고                     |
| --------------- | -------------------------------- | -------- | ------ | ------------------------ |
| 남원 교차로     | 지방도 제1132호선 (일주동로)     | 서귀포시 | 남원읍 |                          |
| 진은교          |                                  | 서귀포시 | 남원읍 |                          |
| 산하동 교차로   | 남조로                           | 서귀포시 | 남원읍 |                          |
| 의귀 교차로     | 남조로                           | 서귀포시 | 남원읍 |                          |
| 서중제2교       |                                  | 서귀포시 | 남원읍 |                          |
| 의귀중앙 교차로 | 한신로                           | 서귀포시 | 남원읍 |                          |
| 돗물교          |                                  | 서귀포시 | 남원읍 |                          |
| 불미터 교차로   | 남조로                           | 서귀포시 | 남원읍 | 지방도 제1136호선과 중복 |
| 수망사거리      | 지방도 제1136호선 (중산간동로)   | 서귀포시 | 남원읍 | 지방도 제1136호선과 중복 |
| 수망리          | 태수로                           | 서귀포시 | 남원읍 |                          |
| 수망 교차로     | 지방도 제1119호선 (서성로)       | 서귀포시 | 남원읍 |                          |
| 제동목장입구    | 교래7길                          | 제주시   | 조천읍 |                          |
| 제4교래교       |                                  | 제주시   | 조천읍 |                          |
| 교래사거리      | 지방도 제1112호선 (비자림로)     | 제주시   | 조천읍 |                          |
| 남조로 교차로   | 국가지원지방도 제97호선 (번영로) | 제주시   | 조천읍 |                          |
| 대흘리          | 지방도 제1136호선 (중산간동로)   | 제주시   | 조천읍 |                          |
| 양천동          | 신조로                           | 제주시   | 조천읍 |                          |
| 뱅듸왓 교차로   | 지방도 제1132호선 (조천우회로)   | 제주시   | 조천읍 |                          |
| 조천사거리      | 지방도 제1132호선 (일주동로)     | 제주시   | 조천읍 |                          |
| 분선동산        | 신북로 조함해안로                | 제주시   | 조천읍 |                          |

## 도로명
전 구간 남조로로 지정되어 있다.